# Sor Angustias de la Cruz
Sor Angustias de la Cruz (escrito también con variaciones como Sor Angut-tia de la Cru y Sor Angustias de la Crus) fue una serie de historietas desarrollada por Ja para el semanario El Papus desde 1977 hasta 1979.

## Creación y trayectoria editorial
Ja se inspiró en las monjas que conoció en el hospital de Lérida donde hizo el servicio militar.
A pesar de su éxito, Ja se vio obligado a matar al personaje en julio de 1979, debido a la presión de la Iglesia católica y del Ministerio de Información y Turismo. Inmediatamente la sustituyó, sin embargo, por la serie Padresito Milagro, del mismo cariz. Obispo Morales, ya del 2006 y para El Jueves, insistía en los mismos temas. 